# Saunasaari (ö i Kajanaland, Kajana, lat 63,94, long 29,10)
Saunasaari är en ö i Finland. Den ligger i sjön Iso Tipasjärvi och Pieni Tipasjärvi och i kommunen Sotkamo i den ekonomiska regionen  Kajana ekonomiska region  och landskapet Kajanaland, i den centrala delen av landet, 500 km nordost om huvudstaden Helsingfors. Öns area är 2,3 hektar och dess största längd är 240 meter i sydöst-nordvästlig riktning.